# Jennette McCurdy
Jennette Michelle Faye McCurdy (sinh ngày 26 tháng 6 năm 1992) là một nhạc sĩ sáng tác pop đồng quê và diễn viên truyền hình và điện ảnh Mỹ. Cô được biết nhiều nhất với vai Sam Puckett trong phim hài kịch tình huống Nickelodeon iCarly. Cô cũng xuất hiện trong một số phim truyền hình đáng chú ý, bao gồm cả True Jackson, VP; Malcolm in the Middle; và Lincoln Heights.

## Thời trẻ
McCurdy sinh ra ở Garden Grove, California, và có ba ông anh trai: Marcus, Scott, và Dustin. Cô quan tâm đến diễn xuất sau khi xem Harrison Ford trong Star Wars Episode IV: A New Hope ngay sau khi mẹ cô bình phục khỏi ung thư vú.